# Erebia mackinleyensis
Espèce
Erebia mackinleyensis ou Erebia magdalena mackinleyensis est un lépidoptère appartenant à la famille des Nymphalidae, à la sous-famille des Satyrinae et au genre Erebia.

## Dénomination
Erebia mackinleyensis a été nommé par Gunder en 1932.
Ce sont les travaux d'Hilchie en 1990 qui tendent à prouver qu'Erebia mackinleyensis est une espèce distincte, et non Erebia magdalena mackinleyensis, une sous-espèce d'Erebia magdalena.

### Nom vernaculaire
Erebia mackinleyensis se nomme Mt. McKinley Alpine en anglais.

## Description
Erebia mackinleyensis est un papillon de couleur noir terne sur ses deux faces, avec aux antérieure une large zone distale marquée de roux. Il est de taille moyenne avec une envergure de 41 à 53 mm,.

### Chenille
La chenille est poilue, verte marbrée de noir, et sa tête est marron foncé.

## Biologie

### Période de vol et hivernation
Il vole en une génération de fin juin à fin juillet.
Son cycle de développement pourrait demander deux ans.

### Plantes hôtes
Les plantes hôte de sa chenille sont des Carex, dont Carex atrata et peut-être des joncs,.

## Écologie et distribution
Il réside dans le nord de l'Amérique du Nord en Alaska, au Yukon, en limite des Territoires du Nord-Ouest et de la Colombie-Britannique. Il serait aussi présent dans l'est de la Sibérie,.

### Biotope
Il réside en altitude dans les zones d'éboulis.

### Protection
Pas de statut de protection particulier connu.

### Liens taxonomiques
- (en) Tree of Life Web Project : Erebia mackinleyensis
- (en) Catalogue of Life : Erebia mackinleyensis Gunder, 1932 (consulté le 19 décembre 2020)
- (fr + en) ITIS : Erebia mackinleyensis  Gunder, 1932